# Šišinka

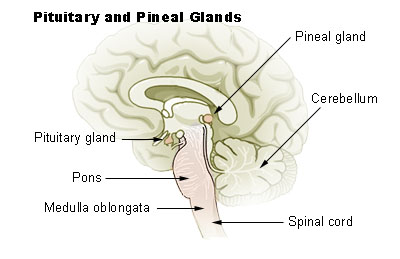
Umístění šišinky (pineal gland)

Šišinka (epifýza, corpus pineale) je malý nepárový orgán, součást mezimozku (a konkrétně epithalamu). Je to endokrinní žláza produkující hormony melatonin a pravděpodobně i trofický hormon (glomerulotrofin) a endogenní halucinogen DMT. V některých kulturách byla šišinka označována jako „třetí oko“ a považována za hlavní sídlo ducha.

## Anatomie
Na povrchu je kryta vazivovým pouzdrem, uvnitř je tvořena nemyelinizovanými nervovými vlákny, neurogliovými buňkami a hlavními buňkami, zvanými pinealocyty, opředenými sítí krevních kapilár. S přibývajícím věkem se začínají objevovat kulovitá tělíska tvořená hydroxyapatitem a uhličitanem vápenatým, zvaná mozkový písek (acervulus cerebri)

## Funkce
Šišinka je hlavním místem tvorby spánkového hormonu melatoninu, který je z šišinky uvolňován do krevního oběhu. U savců a vyšších živočichů je melatonin důležitým hormonem ovlivňujícím cirkadiánní a cirkanuální biorytmy, spánek a bdění a činnost pohlavních žláz. Hladiny melatoninu jsou silně závislé na střídání světla a tmy. Objevuje se také v oblasti sítnice nebo zažívacího traktu. Je tvořen z aminokyseliny tryptofanu a jeho produkce je řízena tzv. cirkadiánními hodinami v oblasti hypothalamu. Světelné záření (především pak o vlnové délce 484 nm – což odpovídá světlemodré barvě) jeho tvorbu snižuje, tma naopak jeho produkci podporuje. V noci je hladina melatoninu v krvi výrazně zvýšená. Aktivita šišinky je ovlivněna hypothalamem, který zprostředkovává informace o tom, kolik denního světla dopadá na sítnici. Denní světlo a sluneční svit má tedy vliv i na náš spánek.
Trofický hormon epifýzy stimuluje produkci aldosteronu v nadledvině.